# ヨシモト・ベースボール・クラブ
ヨシモト・ベースボール・クラブは、2006年7月14日に吉本興業が発表し結成を予定していた社会人野球チームの名称である。

## 概要
元々吉本興業は野球と関係が深く、大日本東京野球倶楽部：（現読売ジャイアンツ）に共同出資し役員を送り込んだことがある。またかつては野球部が存在し、実業団強豪と言われたこともあった。そのため宇高勲から国民野球連盟への加盟の勧誘をうけたこともあった。
近年において吉本興業は1999年からスポーツ選手のマネージメント活動を行っている他、大阪府と兵庫県を本拠（ホームタウン）としているオリックス・バファローズと2005年から業務提携し、オリックス選手を吉本新喜劇のステージに客演させるなどの取組を進めているが、吉本自体も野球界の発展を目指そうということで社会人野球チームの結成を計画するようになった（なお、この当時所属タレントの山本圭一も茨城ゴールデンゴールズの選手として活動していた）。
選手編成としては吉本興業所属のタレントや社員の他、一般の野球愛好家からもトライアウト（入団テスト）を行って部員として参加してもらうことを計画している。チームはクラブチーム登録を予定しており、都市対抗野球大会などの主要大会出場を目指してプロジェクトを進めていくと発表していた。
その後、山本圭一の不祥事もありこの計画は頓挫していたが、高山トモヒロ主導の下日本野球連盟に参加しない吉本芸人の草野球チーム「桜宮」が2012年8月23日に結成された。